# Добре дошъл у дома, Роско Дженкинс
„Добре дошъл у дома, Роско Дженкинс“ (на английски: Welcome Home Roscoe Jenkins) е американски комедиен филм от 2008 г., написан и режисиран от Малкълм Д. Лий. Във филма участват Мартин Лоурънс, Маргарет Ейвъри, Джой Брайънт, Луи Си Кей, Майкъл Кларк Дънкан, Майк Епс, Моник, Никол Ари Паркър, Седрик Шоумена и Джеймс Ърл Джоунс.